# Mario Ferrando
Mario Alberto Ferrando (n. 17 de junio de 1972, San Miguel del Monte, Provincia de Buenos Aires) es un piloto argentino de automovilismo de velocidad. Desarrolló su carrera a nivel zonal y nacional en categorías de Turismos, compitiendo principalmente en las divisionales de la Asociación Corredores de Turismo Carretera. A nivel zonal compitió y se proclamó tricampeón en la categoría TC Rioplatense en los años 2004-2005-2017. Al año siguiente, en 2006, debutó a nivel nacional en el TC Mouras, categoría de la que se proclamara campeón en 2007 y gracias a la cual obtuviera el ascenso a la categoría TC Pista. Finalmente en el año 2011 obtuvo el ascenso definitivo al Turismo Carretera, donde desarrollaría pocas participaciones.

## Trayectoria
| Año  | Categoría                         | Automóvil       |
| ---- | --------------------------------- | --------------- |
| 2004 | Campeón de TC Rioplatense         | Chevrolet Chevy |
| 2005 | Campeón de TC Rioplatense         | Chevrolet Chevy |
| 2006 | Debut en TC Mouras                | Ford Falcon     |
| 2007 | Campeón TC Mouras                 | Ford Falcon     |
| 2008 | Debut en TC Pista                 | Ford Falcon     |
| 2010 | TC Pista, 3 carreras              | Ford Falcon     |
| 2011 | Turismo Carretera, 3 carreras     | Dodge Cherokee  |
| 2012 | Turismo Carretera, 2 carreras     | Dodge Cherokee  |
| 2013 | Torneo de Invitados del TC Mouras | Chevrolet Chevy |
| 2014 | TC Rioplatense                    | Chevrolet Chevy |
| 2015 | TC Rioplatense                    | Chevrolet Chevy |
| 2016 | TC Rioplatense                    | Chevrolet Chevy |
| 2017 | Campeón de TC Rioplatense         | Chevrolet Chevy |
| 2018 | TC Rioplatense                    | Chevrolet Chevy |

- [3]

| Año               | Cargo                        |
| ----------------- | ---------------------------- |
| 2018 - actualidad | Presidente de TC Rioplatense |

## Palmarés
| Título  | Categoría      | Modelo          | Año  |
| ------- | -------------- | --------------- | ---- |
| Campeón | TC Rioplatense | Chevrolet Chevy | 2004 |
| Campeón | TC Rioplatense | Chevrolet Chevy | 2005 |
| Campeón | TC Mouras      | Ford Falcon     | 2007 |
| Campeón | TC Rioplatense | Chevrolet Chevy | 2017 |